# J. u. A. Frischeis
J. u. A. Frischeis også JAF er en østrigsk virksomhed, der handler med træ og trævarer. Virksomheden har hovedkvarter i Stockerau, Niederösterreich, hvor den blev grundlagt i 1948. De har ca. 2.900 ansatte (i Østrig ca. 800). JAF handler 83.000 produkter med 30.000 kunder. JAF har 59 afdelinger i 18 lande og er markedsførende i Østrig, Tjekkiet, Slovakiet, Ungarn og Kroatien. J. u. A. står for Josef und Antonia, som grundlagde virksomheden.